# Client (grup)
Client és el nom adoptat per un grup futurista de música electrònica format al Regne Unit, que ha fet gires tant per Europa com per diversos països d'Àsia. Combinen uniformes d'hostesses de vol escandinaves amb una estètica glamorosa i un so electrònic fosc i dur, que beu directament d'influències com el tecno primerenc i el moviment New Wave. La seva música té elements de synth pop, electroclash i diversos estils musicals que avui en dia podríem anomenar de retro.
Les dues noies que formaven originalment el grup decidiren de ser conegudes senzillament amb els noms de Client A i Client B, volent mantenir un anonimat i secretisme fins al punt de no mostrar mai la cara a la publicitat, però des de llavors ha estat revelat que es tracta de Kate Holmes, que havia estat part dels grups Frazier Chorus i Technique, i Sarah Blackwood, prèviament cantant del grup Dubstar. A finals de 2005 s'hi ha unit una tercera participant, l'anomenada Client E.
Client foren el primer grup a signar a la discogràfica Toast Hawaii, formada per un dels músics de Depeche Mode, Andy Fletcher. Han participat en nombroses gires amb Depeche Mode i d'altres bandes similars.
El vídeo filmat per Pornography ha estat dirigit per la companyia francesa Schmooze, i a la cançó hi participa un dels dos vocalistes de The Libertines, Carl Barat. Es pot trobar un duet amb l'altre dels vocalistes de l'esmentat grup The Libertines, Pete Doherty, a una altra cançó del seu àlbum City, "Down to the underground".

## Discografia

### Àlbums
- Client (Agost de 2003)
- City (Setembre de 2004)
- Live at Club Koho (Abril de 2005)
- The Rotherham Sessions (Febrer de 2006) (format per versions demo de cançons dels àlbums previs a aquest)
- Live in Porto (2007)
- Heartland (23 de març de 2007)
- Command (6 de març de 2009)

### Altres àlbums, només existents com a descàrregues d'Internet
- Going down (2004) (versions de l'àlbum Client)
- Metropolis (2005 (remixos i cares B de l'àlbum City)

### Singles
- Prince of love (abril de 2003)
- Rock and roll machine (agost de 2003)
- Here and now (desembre de 2003)
- In it for the money (juny de 2004)
- Radio (setembre de 2004)
- Pornography (gener de 2005)
- Lights Go Out (2006)
- Zerox Machine (2007)
- Drive (2007)

### Col·laboracions
- Réplica - Sorry (2005)
- Moonbootica - Falling (2005)
- Die Krupps - Der Amboss feat. Client (2005)